# Japanska suručica
Japanska suručica (lat. Spiraea japonica), listopadni grm iz porodice ružovki (rosaceae) čija su domovina Kina i Koreja. Naraste do dvije ili tri stope visine (do 90 cm) a cvate u svibnju i lipnju rozim cvjetovima privlačnih leptirima. U jesen joj lišće poprima narančastu i crvenu boju.
Van domovine uzgaja se po botaničkim vrtovima širom svijeta.

## Sinonimi
- Spiraea angulata Fritsch ex C.K.Schneid.
- Spiraea belloides hort.
- Spiraea bullata Maxim.
- Spiraea callosa Thunb.
- Spiraea callosa var. glabra Regel
- Spiraea callosa var. pubescens Regel
- Spiraea fortunei Planch.
- Spiraea fritschiana C.K.Schneid.
- Spiraea fritschiana var. angulata (Fritsch ex C.K.Schneid.) Rehder
- Spiraea japonica var. acuminata Franch.
- Spiraea japonica var. angulata (Fritsch ex C.K.Schneid.) Kitam.
- Spiraea japonica var. bullata (Maxim.) Makino
- Spiraea japonica f. fortunei (Planch.) Kitam.
- Spiraea japonica var. fortunei Koidz.
- Spiraea japonica var. fortunei (Planch.) Rehder
- Spiraea japonica subsp. glabra (Regel) Koidz.
- Spiraea japonica var. glabra (Regel) Koidz.
- Spiraea japonica var. japonica
- Spiraea japonica var. mayebarai Kitam.
- Spiraea japonica var. ovatifolia Koidz.
- Spiraea japonica var. parvifolia (Koidz.) Kitam.
- Spiraea japonica f. pubescens (Regel) Kitam.
- Spiraea japonica var. pubescens (Regel) Koidz.
- Spiraea japonica var. tomentosa Koidz.
- Spiraea japonica var. typica C.K.Schneid.
- Spiraea koreana Nakai
- Spiraea koreana var. macrogyna Nakai
- Spiraea koreana var. rosea Nakai
- Spiraea microgyna Nakai
- Spiraea microgyna var. velutina Nakai